# Lätt tungvikt i boxning vid olympiska sommarspelen 1992
Resultat från boxning vid olympiska sommarspelen 1992 och herrarnas lätta tungvikt. Boxarna vägde under 81 kg. Tävlingarna arrangerades i Pavelló Club Joventut de Badalona i Barcelona.

## Medaljörer
| Klass         | Guld                   | Silver                     | Brons                    |
| Lätt tungvikt | Torsten May · Tyskland | Rostyslav Zaulytjnyi · OSS | Wojciech Bartnik · Polen |
| Lätt tungvikt | Torsten May · Tyskland | Rostyslav Zaulytjnyi · OSS | Zoltán Béres · Ungern    |

## Resultat

### Första rundan
| Vinnare                    | Resultat       | Förlorare              |
| Första rundan              | Första rundan  | Första rundan          |
| -------------------------- | -------------- | ---------------------- |
| Stephen Wilson (GBR)       |                | – BYE                  |
| Mikaele Masoe (ASA)        |                | – BYE                  |
| Rostyslav Zaulytjnyi (EUN) |                | – BYE                  |
| Jacklord Jacobs (NGR)      |                | – BYE                  |
| Zoltán Béres (HUN)         | 30-13          | Paolo Mwaselle (TAN)   |
| Roland Raforme (SEY)       | 27-7           | Rick Temperi (AUS)     |
| Patrice Aouissi (FRA)      | RSCH-3 (01:46) | Manuel Verde (MEX)     |
| Montell Griffin (USA)      | 10-4           | France Mabiletsa (BOT) |
| Ko Yo-Da (KOR)             | 18-4           | Bai Chongguang (CHN)   |
| Robert Brown (CAN)         | RSCH-2 (03:00) | Damidin Zul (MGL)      |
| Torsten May (GER)          | 9-1            | Kim Gil-Nam (PRK)      |
| Mohamed Benguesmia (ALG)   | 15-11          | Raimundo Yant (VEN)    |
| Wojciech Bartnik (POL)     | 6-3            | Álex González (PUR)    |
| Angel Espinosa (CUB)       | RSC-3 (01:06)  | Mehmet Gürgen (TUR)    |
| Roberto Castelli (ITA)     | WO             | Simon Maebele (CAM)    |
| Mohammad Asghar (PAK)      | WO             | Ali Kazemi (IRN)       |

### Andra rundan
| Vinnare                    | Resultat       | Förlorare                |
| Andra rundan               | Andra rundan   | Andra rundan             |
| -------------------------- | -------------- | ------------------------ |
| Stephen Wilson (GBR)       | 12-8           | Mikaele Masoe (ASA)      |
| Rostyslav Zaulytjnyi (EUN) | 16-8           | Jacklord Jacobs (NGR)    |
| Zoltán Béres (HUN)         | RSCH-1 (01:17) | Mohammad Asghar (PAK)    |
| Roland Raforme (SEY)       | RSCH-2 (02:19) | Patrice Aouissi (FRA)    |
| Montell Griffin (USA)      | 16-1           | Ko Yo-Da (KOR)           |
| Torsten May (GER)          | 7-1            | Robert Brown (CAN)       |
| Wojciech Bartnik (POL)     | 14-3           | Mohamed Benguesmia (ALG) |
| Angel Espinosa (CUB)       | RSCH-1 (02:34) | Roberto Castelli (ITA)   |

### Kvartsfinaler
| Vinnare                    | Resultat      | Förlorare             |
| Kvartsfinaler              | Kvartsfinaler | Kvartsfinaler         |
| -------------------------- | ------------- | --------------------- |
| Rostyslav Zaulytjnyi (EUN) | 13-0          | Stephen Wilson (GBR)  |
| Zoltán Béres (HUN)         | 11-3          | Roland Raforme (SEY)  |
| Torsten May (GER)          | 6-4           | Montell Griffin (USA) |
| Wojciech Bartnik (POL)     | 9-3           | Angel Espinosa (CUB)  |

### Semifinaler
| Vinnare                    | Resultat      | Förlorare              |
| Semifinaler                | Semifinaler   | Semifinaler            |
| -------------------------- | ------------- | ---------------------- |
| Rostyslav Zaulytjnyi (EUN) | RSC-3 (02:51) | Zoltán Béres (HUN)     |
| Torsten May (GER)          | 8-6           | Wojciech Bartnik (POL) |

### Final
| Vinnare           | Resultat | Förlorare                  |
| Final             | Final    | Final                      |
| ----------------- | -------- | -------------------------- |
| Torsten May (GER) | 8-3      | Rostyslav Zaulytjnyi (EUN) |